# 王淵 (明朝)
王淵（？—？），浙江山陰（今屬紹興市）人。明朝官員、同進士出身。

## 生平
天順元年（1457年），登丁丑科進士，授南京吏科給事中。其性情伉直，官至順天府治中。